# Нисио, Тосидзо
Тосидзо Нисио (яп. 西尾 寿造 Нисио Тосидзо:, 31 октября 1881 — 26 октября 1960) — генерал Императорской армии Японии.
Нисио Тосидзо родился в 1881 году в городе Тоттори, находящемся в одноимённой префектуре. В 1902 году закончил Рикугун сикан гакко, затем отучился в Рикугун дайгакко (1909—1910). Во время русско-японской войны принимал участие в сражении при Сандепу.
В 1912—1914 годах учился в Германии. 15 апреля 1919 года назначен секретарём министра армии Гиити Танаки и адъютантом Министерства армии.
С 1921 по 1923 год служил при 10-м полку 10-й дивизии. В августе 1923 года был произведён в капитаны. С 1923 по 1925 год работал инструктором в Рикугун дайгакко. В 1925 году получил под командование 40-й полк 10-й дивизии. С марта 1926 по 1929 годы был главой 1-й секции Генеральной инспекции военной подготовки Императорской армии Японии. В августе 1929 года получил под командование 39-ю бригаду размещённой в Корее 20-й дивизии. С 1930 по 1932 год был главой разведывательного бюро Министерства армии. С 1932 года стал главой 4-го бюро Генерального штаба.
В августе 1933 года получил звание генерал-лейтенанта.
5 марта 1934 года Тосидзо Нисио был назначен начальником штаба размещённой в Маньчжоу-го Квантунской армии. На этом посту он координировал создание и реорганизацию Императорской армии Маньчжоу-го, а также следил за подавлением антияпонского движения в Маньчжоу-го. В марте 1936 года он стал заместителем начальника Генерального штаба, а в марте 1937 года на короткое время принял командование над дивизией императорской гвардии.
После инцидента на Лугоуцяо Тосидзо Нисио был послан в Китай и 26 августа 1937 года принял командование над Второй армией. Под его командованием японцы осуществили Тяньцзинь-Пукоускую операцию, приведшую японские войска на берега Хуанхэ, участвовали в сражении за Сюйчжоу, форсировали Хуанхэ и заняли Шаньдун, однако после поражения в сражении при Тайэрчжуане Нисио был смещён и отозван в Токио, где возглавил Главную инспекцию военной подготовки.
1 августа 1939 года Нисио был произведён в генералы, а 12 сентября того же года он вернулся в Китай и принял командование над 13-й армией. 22 сентября 1939 года он стал командующим новообразованной Экспедиционной армией в Китае, возглавив все японские вооружённые силы в Китае. Под его руководством японские войска провели сражение за Цзаоян и Ичан, первое сражение за Чанша, отразили китайское зимнее наступление и перешли в наступление весной. 1 марта 1941 года Тосидзо Нисио был отозван в Японию, где стал членом Высшего военного совета.
Тосидзо Нисио вышел в отставку в 1943 году. С 25 июля 1944 года по 23 августа 1945 года он был 36-м губернатором Токийского округа. 2 декабря 1945 года Тосидзо Нисио был арестован американскими оккупационными властями по подозрению в совершении военных преступлений. Он содержался под стражей как подозреваемый класса «А» до декабря 1948 года, однако формальных обвинений ему предъявлено не было, и он был освобождён.